# Фобурдон
Фобурдо́н (фр. fauxbourdon, букв. «несправжній бурдон»; пізньолат. faburdon, faulxbourdon, також окремо faulx bourdon) — термін, що використовувався у трьох значеннях:
1. техніка композиції в багатоголосній музиці західної Європи, головним чином, XV–XVI століть,
2. жанр інструментальної музики в Іспанії XVI століття (особливо у творчості Антоніо де Кабесона);
3. (faberthon) назва органного регістра в Німеччині XVI століття.

Термін має також інші значення.

## Етимологія. Перші документальні свідоцтва
Визначення faulx слід розуміти не в сенсі «помилковий», «фальшивий», а в сенсі «уявний», «подумки представлений», таким чином воно фіксує факт творення на льоту, контрольовану імпровізацію. Слово bourdon розумієиться не в смислі органного пункту — цей сенс встановився в теорії пізнішого часу; див. бурдон), а як синонім слова «бас», тобто нижній за теситурою голос. Існують й інші етимологічні трактування терміна faulxbourdon.
Термін faburdon вперше зустрічається в анонімних трактатах англійського походження початку XV століття: (латинською мовою) «De origine et effectu musicae» і «The sight of faburden». Техніка фобурдону в деталях описується в анонімних трактатах 1476 року. Пізніше в трактатах теоретиків XV століття Йоана Тінкторіса, Гільєльмо Ченця (faulxbordon), Адама Фульдського (faulx bordon), Франкіно Гафурі (faulx bourdon). В нотах термін faulx bourdon вперше зустрічається в рукописі комуніо «Vos qui secuti estis me» Меси св. Якова Ґійома Дюфаї.

## Англійський фобурдон (faburden)
В Англії XV століття фобурдон являє собою триголосну на основі тенора. Техніка фобурдона описується як додаток до наперед даного, нотованого голосу (званому «mean») двох інших голосів, безпосередньо під час виконання. Нижній за теситурою голос (званий «faburden») починає з тенором в нижню квінту, продовжує в нижню терцію і закінчує (в каденції мелодійної фрази) знову в квінту. Верхній голос (званий «treble») співає у верхню кварту до тенора на протягом усієї композиції. При цьому виникає ясно сприйманий на слух рух паралельними Терцо-секстовими співзвуччами («секстакордами»). Нині прийнято вважати, що витоком фобурдона XV століття є гармонізація тенора в нижню терцію в англійській музиці XIV століття (а можливо, навіть раніше), що автоматично означає найраніше в Європі практичне використання обох терцій як недосконалих консонансів. Зразки збережених фобурдонів являють собою здебільшого анонімну церковну музику для процесій: літанії, антифони, гімни, псалми і біблійні пісні (особливо магніфікати), вони використовувалися у парних віршах як альтернатива монодії в непарних.

## Французький фобурдон (fauxbourdon)
У Франції, Бургундії та інших країнах континентальної Європи XV століття фобурдон являє собою форму триголосної композиції, техніка якої така: до двох наперед даних голосів (верхній називався «дискантом», «кантус», або «сопрано», нижній тенором) дописується середній по теситурі голос, званий контратенором, — в нижню кварту до дисканту і в терцію (велику чи малу), або в квінту до тенора. Найбільш розгорнутий теоретичний опис фобурдона належить Гільєльмо Ченцю.
Головні особливості звуковисотна структура в континентальному фобурдоні ті ж, що в англійському: початковий акорд і Ультима каденцій — квінтоктави (у простому випадку октави і прими), усередині тексто-музичних рядків — паралелізм терцсекст («секстакордів»).
Область застосування фобурдона на континенті — багатоголосні обробки церковної музики (псалмових тонів, гімнів, антифонів), прикрашали традиційне у католиків богослужбовий одноголосся. Серед композиторів, що писали в такій техніці, Гійом Дюфаї, Жиль Беншуа, Антуан Бюнуа, Йоанн Лімбурзький (1430-ві роки); збереглися також багато анонімні фобурдони.
Взаємовідносини англійської та континентального фобурдона — предмет полеміки..

## Італійський (falsobordone) та іспанський (fabordón) фобурдон
Спочатку являли собою чотириголосні (виписані в нотах) гармонізації псалмових тонів католицької церкви в Італії та Іспанії XVI століття. Розспів псалму (мелодія псалмового тону містилася в тенорі) — силабічний, з мінімальною орнаментикою в каденціях. При тому, що фактура на слух (завдяки гоморитмії і силабіці) явно сприймається як акордова, функціональний розподіл на мелодію і акомпанемент, притаманний гомофонному складу, тут відсутній. Згодом композиційні обмеження за кількістю голосів і обов'язкове використання cantus prius factus відпали. Італійський фобурдон кінця XVI і початку XVII століть (наприклад, як у «Miserere» і «Benedictus» Джезуальдо, як у «Оффіції Страсного тижня» Віадані) — тип вокально-поліфонічної фактури, яку відрізняє гоморитмія і силабіка.
Італо-іспанський фобурдон рішуче вплинула на становлення акордового почуття, гомофонії, ранньобарокової гармонічної тональності.